# Luigi Ganna
Luigi Ganna (Induno Olona, 1 de desembre de 1883 - Varese, 2 d'octubre de 1957) fou un ciclista italià de primers del segle xx. Fou el vencedor de la primera edició del Giro d'Itàlia, el 1909.
Era anomenat El Luisin o Luison i estava dotat d'un físic portentós.
Els seus èxits esportius s'inicien el 1905, quan acaba tercer a la Volta a Llombardia. El seu any daurat és el 1909, quan assoleix el triomf al Giro d'Itàlia, a més de tres etapes, i a la Milà-San Remo. En l'edició de 1910 va guanyar tres etapes més i acabà tercer a la classificació general.

## Palmarès
- 1906
  - 1r a la Milà-Piano dei Giovi-Milà
  - 1r a la Copa Val d'Olona
- 1907
  - 1r a la San Remo-Ventimíglia-San Remo
  - 1r a la Torí-Milà
  - 1r a la Milà-Torí
  - Vencedor de dues etapes al Giro de Sicília
- 1909
  -  1r del Giro d'Itàlia i vencedor de tres etapes
  - 1r a la Milà-San Remo
- 1910
  - 1r a la Milà-Módena
  - 1r al Giro de l'Emília
  - Vencedor de 3 etapes del Giro d'Itàlia
- 1911
  - Vencedor d'una etapa a la Corsa delle Tre Capitali (Torí-Florència-Roma)
- 1912
  - 1r a la Cursa Gran Fons (Milà-Milà, sobre 600 km)

### Resultats al Giro d'Itàlia
- 1909. 1r de la classificació general i vencedor de tres etapes
- 1910. 3r de la classificació general i vencedor de tres etapes
- 1911. Abandana (3a etapa)
- 1912. Abandona (5a etapa)
- 1913. 5è de la classificació general
- 1914. Abandona (5a etapa)

### Resultats al Tour de França
- 1907. Abandona (8a etapa)
- 1908. 5è de la classificació general
- 1909. Abandona (3a etapa)